# Brandverlauf
Der Brandverlauf eines Feuers kann meist nicht durch eine rein chemische Betrachtung auf molekularer Ebene zielführend beschrieben werden. Den Verlauf eines solchen Brandes kann man hingegen in einer Brandverlaufskurve graphisch darstellen. Die Brandverlaufskurve eines jeden Brandes variiert wegen der unterschiedlichen Rahmenbedingungen. Solche Rahmenbedingungen sind u. a.:
- Brandgut (Art, Menge, Ausdehnung …)
- Brandort (im Freien, in Räumen, Größe des Raums …)
- Luftzufuhr (Sturm oder Windstille, im geschlossenen oder offenen Raum …)

Die Kombination dieser Bedingungen hat entscheidenden Einfluss auf die Brandtemperatur, die Abbrandgeschwindigkeit, die Zusammensetzung der Verbrennungsprodukte et cetera. Der exakte Verlauf der Brandkurve ist also zwangsläufig von Brand zu Brand unterschiedlich. Man teilt den Verlauf eines Brandes in mehrere Phasen ein, die sich in der auftretenden Brandtemperatur unterscheiden:
- Entzündungsphase: Einwirkung einer Mindestzündenergie durch eine Zündquelle, z. B. ein gerade entzündetes Streichholz.
- Entwicklungsphase: Eng lokalisierter Entstehungsbrand mit verhältnismäßig niedriger Brandtemperatur, die aber steil ansteigt.
- Feuerübersprung: Schlagartige Brandausbreitung auf fast alle brennbaren Stoffe eines Raums. (Es gibt auch Brände bei denen diese Phase nicht auftritt.)
- Vollbrandphase: Brandtemperatur und Energiefreisetzung erreichen ihr Maximum. Hitze- und Rauchgasentwicklung sind am stärksten.
- Endphase: Die Temperatur und die Brandgeschwindigkeit sinken – meist wegen des Brennstoffmangels.